# 1218年
| 千纪： | 2千纪 |
| 世纪： | 12世纪 \| 13世纪 \| 14世纪 |
| 年代： | 1180年代 \| 1190年代 \| 1200年代 \| 1210年代 \| 1220年代 \| 1230年代 \| 1240年代                                                                     |
| 年份： | 1213年 \| 1214年 \| 1215年 \| 1216年 \| 1217年 \| 1218年 \| 1219年 \| 1220年 \| 1221年 \| 1222年 \| 1223年                                           |
| 纪年： | 戊寅年（虎年）；西夏光定八年；大理天开十四年；蒙古太祖十三年；金興定二年；南宋嘉定十一年；蒲鲜万奴天泰四年；越南建嘉八年；日本建保六年；高丽贞祐六年 |

## 大事记
- 蒙古攻西遼之戰，元太祖成吉思汗大將哲別領蒙古軍20000，攻滅西遼。
- 紅襖軍李全投靠南宋，南宋稱之為「忠義軍」。
- 北條政子欲迎接後鳥羽上皇皇子為無子嗣的源實朝的繼承者，但失敗。

## 出生
- 陳太宗陳煚，越南陳朝的首位開國之君

## 逝世
- 屈出律，乃蠻王太陽汗之子，西遼末代君主。